# Technikai nevelés
A technikai nevelés Magyarországon az 1980-as évektől két évtizeden át egyetemi szinten is megvalósult a tanárképzésben. Ekkor fogalmazódott meg a technikai nevelés néhány fontos alapelve. Ezek azután beépültek az egyetemi tantárgyakba is. A témakörhöz kapcsolódó területeket szinte a tantárgycímekkel is körvonalazhatjuk. Például Ember és technika, Rendszer és modell, Anyagtechnológia, Géprendszertan.

## A technikai műveltség
A technikai műveltség olyan ismeretek és célszerű magatartás rendszerezett összessége, amellyel az ember képes: 
- a technikai környezetben tájékozódni
- a természeti, társadalmi és technikai környezetéhez aktívan alkalmazkodni
- technikai környezetéről újabb ismereteket szerezni" (Szűcs Ervin: Technika és rendszer)
- környezetét a technika segítségével megóvni és fejleszteni

## A technikai nevelés története

### Őskor
Az írásbeliség kialakulása előtti kultúrák nevelési szokásairól a törzsi kultúrák megismerése által alkothatunk képet.  Az ilyen népcsoportokat az összehasonlító etnográfia és az antropológia foglalkozik.

#### A nevelés jellemzői
- az ismeretszerzés forrása maga az élet
- a felnőttek munkavégzését utánozva, játékosan tanultak a gyerekek kicsinyített munkaeszközök segítségével
- a felserdült fiatalok nevelése a sámán irányításával folytatódott, aki felkészítette őket a beavatás szertartására
- a beavatási szertartásra való felkészülés során tanulták meg  a közösség életét szabályozó törvényeket, a törzs eredetmítoszát és a törzsi rítusokat

### Ókor

#### Mezopotámia
A tanítás a gyerek egész napját kitöltötte. A tanítás irodalmi szemelvények másolásából, memorizálásból, fordításból (sumérről akkád nyelvre) állt. A tanítás anyagában matematikai és geometriai feladatok is szerepeltek.

#### Egyiptom
A leendő papok magasabb műveltséget nyújtó szemináriumokon ismerkedtek meg a rituálé szabályaival, teológiával, szent könyvekkel. Emellett természettudományokat is tanultak: matematikát, geometriát, asztrológiát.

## A technika és életvitel tantárgy napjainkban

### A tantárgy célja
- rendszerszemléletű gondolkodásmód kialakítása
- környezeti károsodások és azok megelőzési módjainak bemutatása
- a fenntartható fejlődés összefüggéseinek és követelményeinek megismertetése
- a természeti, társadalmi és technikai rendszerek komplex bemutatása

### A tantárgy fő témakörei
- Az ember és környezete
- A kommunikáció eszközei és módjai; kommunikációs rendszerek
- Anyagok és átalakításuk
- Energia
- Tervezés, építés
- Közlekedési ismeretek
- Háztartástan, életvitel
- Gazdálkodás

### A tantárgy módszertani jellemzői
- cselekvésközpontú
- képességek fejlesztése
- problémaközpontú
- divergens gondolkodásra nevel
- a tanulói munka önálló
- a munkát a tanuló szervezi
- funkcionális szemlélet
- a munkadarab példa, a problémamegoldás célja
- gazdaságosságra nevel
- sikertelenség leküzdésére nevel
- szintetizálja a tantárgyakat